# Odontolabis camela
Odontolabis camela es una especie de coleóptero de la familia Lucanidae.

## Distribución geográfica
Habita en Luzon, Catanduanes y Mindoro en   Filipinas.